# Each Time You Break My Heart
Each Time You Break My Heart is een nummer van de Britse zanger Nick Kamen. Het is de eerste single van zijn titelloze debuutalbum uit 1987. Op 2 november 1986 werd het nummer wereldwijd op single uitgebracht.

## Achtergrond
"Each Time You Break My Heart" werd geschreven door Madonna en was oorspronkelijk bedoeld voor haar album True Blue, maar bleef op de plank liggen. Uiteindelijk werd het nummer gegeven aan de Brit Nick Kamen, die een jaar eerder te zien was in een televisie reclame voor Levi's en daarna een platencontract bij Sire Records tekende. Madonna bleef echter wel betrokken bij het nummer, ze is namelijk te horen als achtergrondzangeres.
De plaat leverde Kamen meteen een internationale hit op. In Kamens' thuisland het Verenigd Koninkrijk werd de 5e positie bereikt in de UK Singles Chart. In Ierland werd de 3e positie bereikt, Australië de 84e, Nieuw-Zeeland de 41e, de VS de 5e in de "US Dance Club Billboard", Canada de 64e, Frankrijk de 8e, Zweden de 6e, Denemarken, Zwitserland en Italië de 2e, Duitsland de 8e, Oostenrijk de 25e en in de Eurochart Hot 100 de 10e positie.
In Nederland werd de plaat in de winter van 1986-1987 veel gedraaid op Radio 3 en werd een hit in de destijds twee landelijke hitlijsten op de nationale publieke popzender. De plaat bereikte de 5e positie in zowel de Nederlandse Top 40 als de Nationale Hitparade. In de Europese hitlijst op Radio 3, de TROS Europarade, werd de 12e positie bereikt.
In België bereikte de plaat de 11e positie in de voorloper van de Vlaamse Ultratop 50 en de 13e positie in de Vlaamse Radio 2 Top 30. In Wallonië werd géén notering behaald. 